# Principat de Bidlis
El principat de Bidlis fou un petit estat autònom kurd centrat a Bidlis que va existir fins a la meitat del segle xix. Va ser format per la tribu ruzagi o rözagi, que al seu torn era una federació de 25 clans que es van reunir un dia (ruzi) al poble de Tab, a la comarca de Khoyt, a l'oest de Bidlis. Els ruzagi es van dividir en dos grups: bilbasi i kawalisi.
Els ruzagi van ocupar Bidlis i Sassun al príncep georgià David III el Gran, curopalata de Taoklardjétia (vers els anys 990-1001). Llavors van cridar dos prínceps germans d'origen sassànida que vivien a Akhlat i un d'ells fou proclamat príncep de Bidlis, i l'altre, de Sassun. La branca de Diya al-Din que va governar a Bidlis havia tingut 18 prínceps fins al 1596 i els regnats només s'havien aturat temporalment sota els seljúcides (1139-1180), sota els aq qoyunlu (1467-1495) i sota els safàvides (1507-1514 i 1534-1578). Solimà el Magnífic va bescanviar el feu amb Pèrsia el 1534 i va cedir al príncep Shams al-Din el feu de Malatya, però, assabentat de nous plans, Shams al-Din es va refugiar a Pèrsia, on el xa Tahmasp I el va tractar amb generositat, i va morir a Pèrsia el 1558. El seu fill Sharaf al-Din, nascut a l'exili el 1534, fou educat a la cort persa i va ser governador de diverses províncies i designat cap de tots els kurds de Pèrsia. Ismail II el va apartar dels llocs influents i el va enviar a Nakhitxevan. Des d'aquí va marxar a Van i va rebre de Murat III la investidura de Bidlis (1578), a la qual va afegir Muix el 1583. La nissaga va continuar. El darrer príncep, Sheref Bey, va ser deposat pels turcs el 1849.